# Gino Valenzano

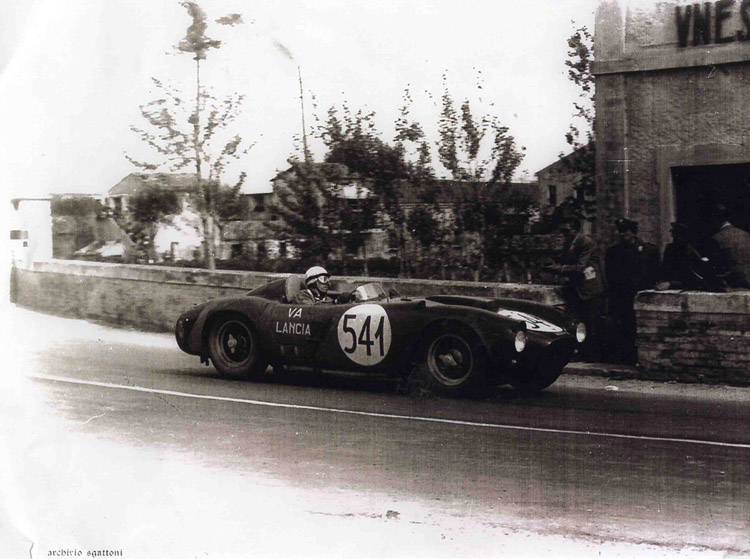
Gino Valenzano su Lancia D24 alla Mille Miglia del 1954

Luigi Valenzano, detto Gino (Asti, 24 aprile 1920 – Torino, 28 maggio 2011), è stato un pilota automobilistico, imprenditore e scrittore italiano sopravvissuto al campo di concentramento e sterminio di Mauthausen.

## Biografia
Luigi Valenzano, detto Gino, era nato ad Asti, ma era quasi sempre vissuto a Torino dove suo padre Mario era titolare di una ditta di spedizioni. Frequentò l’Istituto sociale dei gesuiti per l'istruzione primaria, poi il Liceo classico Massimo d'Azeglio (dove ebbe come compagno di banco Gianni Agnelli) ed infine si laureò in Economia e Commercio. 

Cresciuto in una famiglia di tradizioni militari (prozio di sua madre era il Maresciallo d'Italia Pietro Badoglio) ed essendo appassionato di aerei e motori, si iscrisse alla Accademia Aeronautica di Caserta. Dopo la morte del padre, avvenuta nel giugno 1940 poco prima dell’entrata in guerra dell’Italia, dovette invece abbandonare la divisa per occuparsi degli affari di famiglia.
Dopo l’8 settembre 1943 Gino Valenzano ed il fratello Piero, intuendo che le SS tedesche li avrebbero cercati ed arrestati in forza della loro stretta parentela con Badoglio, decisero di fuggire verso il Sud con l'intento di varcare la linea del fronte e raggiungere la zona occupata dagli Alleati ma, giunti a Roma, verso la fine del 1943 si fidarono di un losco individuo, un ex cameriere, che aveva loro promesso un passaggio a Sud e che invece li tradì facendoli arrestare dalle SS. Portati nel famigerato carcere di via Tasso, Gino fu interrogato da Herbert Kappler, mentre il fratello Piero venne duramente torturato.Trasferiti al Carcere di Regina Coeli i loro nomi furono inseriti nella lista dei detenuti a disposizione dei tedeschi in caso di rappresaglia.
Il 5 gennaio 1944, con altre centinaia di carcerati, vennero caricati su dei carri bestiame che, dopo un estenuante viaggio, previa sosta nei sotto-campi di Dachau, e di Schwechat, li scaricò al Campo di concentramento di Mauthausen. Classificati come prigionieri politicivi furono detenuti finché non vennero liberati dalle truppe americane il 5 maggio 1945.
Dopo la liberazione i fratelli Valenzano tornarono in famiglia alla loro vita normale. Gino, negli ultimi mesi del 1945 pubblicò il suo scritto L’inferno di Mauthausen, come morirono 5.000 deportati italiani. Il giornalista Antonio Antonucci ne parlò ampiamente in un suo articolo apparso il 16 dicembre 1945 su La Stampa di Torino. 
Spinto dalla sua innata passione per i motori si avvicinò sempre più al mondo delle gare automobilistiche e divenne pilota nelle scuderie Nardi, Abarth, Lancia e Maserati. 
Si confrontò con Ascari, Taruffi, Villoresi, Fangio, Castellotti ed altri campioni nelle gare più prestigiose come la Targa Florio, la 24 Ore di Le Mans, la 12 Ore di Sebring. Negli anni 1949  e 1950, a bordo di una Fiat 1100 e in coppia con Luigi Segre, riuscì a conquistare la vittoria di classe nella Mille Miglia.
 Ma il 10 giugno 1955 la morte del corridore francese Pierre Levegh perito nel rogo della sua macchina insieme a ben 83 spettatori in quello che fu chiamato il disastro di Le Mans e particolarmente la tragica morte del fratello Piero, anche lui corridore, avvenuta un mese esatto dopo durante la Coppa delle Dolomiti, convinsero Gino a chiudere per sempre la propria carriera automobilistica. Cominciò allora la sua nuova attività di impresario di sale cinematografiche che durò oltre quarant'anni.
Nel 1974 decise di raccontare, in collaborazione con Franco Torriani, la sua dolorosa esperienza nei campi di prigionia tedeschi nel libro Combustibile uomo.
Morì a Torino, nella sua abitazione, il 28 maggio 2011.

## Scritti
- Gino Valenzano, L'inferno di Mauthausen, come morirono 5.000 deportati italiani., Torino, Editrice S.A.N., 1945.
- Gino Valenzano e Franco Torriani, Combustibile uomo, Torino, MEB, 1974.